# MIT Press
MIT Press (pouvant se traduire en français par « presses du MIT ») est une maison d'édition universitaire américaine affiliée au Massachusetts Institute of Technology à Cambridge, Massachusetts.

## Histoire
Les origines de MIT Press remontent à 1926, lorsque le MIT a publié sous son nom une série de conférences données par un physicien allemand en visite, Max Born, sous le titre Problems of Atomic Dynamics. 
Six ans plus tard, les activités d'édition du MIT furent formalisées par la création d'un imprint appelé Technology Press, fondé par James R. Killian Jr., éditeur d'un magazine pour les gradués (alumni) du MIT et futur président du MIT. 